# Maricopodynerus optimus
Maricopodynerus optimus är en stekelart som beskrevs av Richard Mitchell Bohart 1988. Maricopodynerus optimus ingår i släktet Maricopodynerus och familjen Eumenidae. Inga underarter finns listade i Catalogue of Life.